# Almeda (métro de Barcelone)
Almeda est une station de la ligne 8 du métro de Barcelone.

## Situation sur le réseau
La station se situe sous le passage des Chemins de fer catalans (Passeig dels Ferrocarrils Catalans), sur le territoire de la commune de Cornellà de Llobregat. Elle s'intercale entre les stations Cornellà-Riera et L'Hospitalet - Av. Carrilet de la ligne Llobregat - Anoia des Chemins de fer de la généralité de Catalogne (FGC).

## Histoire
La station ouvre au public le 8 juillet 1985, à l'occasion de l'enfouissement de la ligne entre Cornellà de Llobregat et L'Hospitalet de Llobregat. Elle se trouve presque sous l'emplacement de l'ancienne gare d'Almeda-Cornellà, ouverte au trafic de marchandises en 1912, puis de voyageurs en 1948.

## Services aux voyageurs

### Accès et accueil
La station dispose de deux voies et de deux quais latéraux.

### Intermodalité
La station permet la correspondance avec les lignes suburbaines et régionales de l'infrastructure Llobregat - Anoia.